# Улан-Холл (станция)
Улан-Холл — железнодорожная станция Махачкалинского региона Северо-Кавказской железной дороги на линии Астрахань — Кизляр, расположенная в посёлке Улан-Хол Республики Калмыкия.

## История
Введена в эксплуатацию в 1942 году в составе железнодорожной линии Астрахань — Кизляр. Первый поезд из Кизляра прибыл в Астрахань 4 августа 1942 года. Поскольку строительство велось в прифронтовых условиях к моменту открытия движения и принятия линии в эксплуатации строительство многих объектов велось со значительными отклонениями от проекта либо находилось в зачаточной стадии. Это касалось локомотивного и вагонного хозяйств, служебных, жилых и других зданий. Так, ещё в январе 1943 года на станции Улан-Холл было уложено всего 3 пути (включая главный), не было ни одного здания, даже помещение дежурного размещалось в землянке. Строительство продолжалось весь 1943 год, но по отдельным объектам и последующие годы.

## Дальнее сообщение
| Круглогодичное обращение поездов | Круглогодичное обращение поездов | Круглогодичное обращение поездов | Круглогодичное обращение поездов |
| № поезда                         | Маршрут движения                 | № поезда                         | Маршрут движения                 |
| -------------------------------- | -------------------------------- | -------------------------------- | -------------------------------- |
| 55                               | Баку — Москва                    | 56                               | Москва — Баку                    |
| 85                               | Махачкала — Москва               | 86                               | Москва — Махачкала               |
| 301                              | Грозный — Волгоград              | 302                              | Волгоград — Грозный              |
| 373                              | Махачкала — Тюмень               | 374                              | Тюмень — Махачкала               |